# 野崎丹斐太郎
野﨑 丹斐太郎（のざき にいたろう、明治25年（1892年）4月18日 - 昭和51年（1976年）9月8日）は、昭和時代の製塩業を営んだ実業家。野﨑続太郎の子（母は祖父野﨑武吉郎の娘）。妻は板倉勝憲の娘（長女）。姉に階（佐谷有吉妻）、妹に正（舟橋清賢妻）。子女は、保子（三女、大塚斌妻）ら。

## 経歴
京都帝国大学卒業。大正14年に祖父武吉郎が没した為、家業（製塩業）を継ぐ。昭和9年（1934年）株式会社野﨑事務所カナワ式、真空式、流下式と新しい製塩法を次々と取り入れ近代化をはかった。昭和21年（1946年）に内海塩業株式会社に社名変更し、昭和44年（1969年）にはイオン交換樹脂膜法を採用した。昭和49年（1974年）にはナイカイ塩業株式会社と社名を変更した。昭和51年、84歳で没した。